# Daria Moroz
Pour les articles homonymes, voir Moroz.
Daria Iourievna Moroz (en russe : Да́рья Ю́рьевна Моро́з), née le 1er septembre 1983 à Léningrad (Saint-Pétersbourg), en Russie, est une actrice de théâtre et de cinéma russe. Elle est lauréate du prix Nika en 2009 et 2015.

## Biographie
Fille du réalisateur Iouri Moroz et de l'actrice Marina Levtova, Daria fait sa première apparition à l'écran à l'âge de trois mois, dans le film de Dinara Assanova Mon doux, mon chéri, mon aimé, mon unique (1984). Sa carrière d'enfant-acteur se poursuit dans les cinq films entre 1991 et 1999.
Élève de Roman Kozak (ru) et Dmitri Brousnikine (ru) à l'École-studio du Théâtre d'Art elle fait son début sur scène du Théâtre d'art Anton Tchekhov, dans l'adaptation de Iou d'Olga Moukhina en 2001. Elle participe aussi régulièrement aux spectacles du théâtre Tabakerka dirigé par Oleg Tabakov. Diplômée de l’École du Théâtre d'Art en 2003, l'actrice complète sa formation à la faculté de producteurs de cinéma aux cours supérieurs de scénaristes et réalisateurs en 2005.
Avec Victoria Issakova et Anna Oukolova (ru), Daria Moroz est lauréate d'un Silver Hugo de la meilleure actrice au Festival international du film de Chicago en 2006, pour le rôle de prostituée dans le drame Le Coin des filles (ru) réalisé par son père Iouri Moroz. En 2006, elle remporte le Prix du Meilleur rôle féminin au Festival du cinéma russe à Honfleur pour le film Paysage de Nankin (Нанкинский пейзаж) (ru), 2005, de Valeri Roubintchik.
Elle est nommée artiste émérite de la fédération de Russie en 2015.

## Filmographie partielle
- 1984 : Mon doux, mon chéri, mon aimé, mon unique (Милый, дорогой, любимый, единственный…) de Dinara Assanova : bébé
- 1991 : Père de famille (Семьянин) de Sergueï Nikonenko : Kolyvanova
- 1992 : Le Carré noir (Чёрный квадрат, Chyorny kvadrat) de Iouri Moroz : Lida Merkoulova
- 1997 : Ragtime russe (ru) (Русский регтайм) de Sergueï Oursouliak : Zoïa
- 1999 : Crise de l'âge mûr (ru) (Кризис среднего возраста, Krizis srednego vozrasta) de Garik Soukatchev : Lena Spiliaguina
- 2005 : Paysage de Nankin (Нанкинский пейзаж) (ru), de Valeri Roubintchik : Nadia
- 2006 : Le Coin des filles (ru) (Точка) de Iouri Moroz : Ninka
- 2008 : Vis et souviens-toi (Живи и помни, Zhivy et pomni) de Alexandre Prochkine : Nastiona
- 2010 : La Maison du Soleil (Дом Солнца) de Garik Soukatchev : Gerda
- 2012 : Dirizhyor (Дирижёр) de Pavel Lounguine : Olga
- 2014 : L'Idiot ! (Дурак, Dourak) de Youri Bykov : Macha
- 2012 : Le Papillon d'acier (Стальная бабочка) de Renat Davletiarov : Tatiana
- 2015 : Ici les aubes sont calmes... (А зори здесь тихие) de Renat Davletiarov : Maria
- 2022 : Mira (Мира) de Dmitriy Kiselev : Svetlana

## Prix
- 22e cérémonie des Nika : meilleure actrice pour Vis et souviens-toi.
- 28e cérémonie des Nika : meilleure actrice dans un second rôle pour L'Idiot !.